# Гончарова Ірина Юріївна
Ірина Юріївна Гончарова (нар. 19 грудня 1974, смт Білозерка, Білозерський район, Херсонська область) — українська гандболістка,, призер Олімпійських ігор. Амплуа: голкіпер.

## Біографія
Свої перші кроки робила в Білозерській ДЮСШ під керівництвом тренерки Валентини Березіної. Потім займалася у Херсонському вищому училищі фізичної культури під керівництвом Михайла Милославського.
У 16 років дебютувала у першій лізі чемпіонату СРСР.
У 2002-2004 роках виступала за запорізький «Мотор».
Олімпійську медаль вона виборола на афінській Олімпіаді в складі збірної України з гандболу.

## Титули та досягнення

### Державні
- Орден княгині Ольги III ступеня
- Почесна грамота Кабінету Міністрів України
- Медаль «За розвиток Запорізького краю»